# جافيت
الجافيت (بالإنجليزية: Jaffeite )‏ عبارة عن سيليكات الكالسيوم المائية لها الصيغة الكيميائية التالية : Ca6Si2O7(OH)6

## وجوده
تمّ العثور على هذا المعدن لأول مرة في منجم كومبات في ناميبيا . في عام 1989 م سمّي هذا المعدن باسم البروفيسور هوارد و. جافي (d.2002) من جامعة ماساتشوستس في أمهرست .